# Pârâu Viu
Pârâu Viu – wieś w Rumunii, w okręgu Gorj, w gminie Berlești. W 2011 roku liczyła 256 mieszkańców.